# ESO 269-57
ESO 269-57 (també coneguda com a Leda 45683) és una galàxia al límit de la constel·lació de Centaurus, aquesta pertany a un grup de galàxies bastant conegudes. Aquesta galàxia amb una gran simetria viatja a aproximadament 3.100Km/s a causa d'això la galàxia està situada a 150-155 anys llum de la Via Làctia i el seu diàmetre aproximat és de 200.000 anys llum Aquesta galàxia és de tipus SB(r)a.
ESO 269-57 ha rebut aquest nom per l'estudi d'ESO a la dècada dels 70 (1970) en el Cel del sud.
La galàxia té un ''anell'' intern amb diversos braços espirals ben definits envoltat de dos exteriors que es divideixen en branques. S'hi poden observar molts objectes blaus i difusos, però la majoria solen ser regions estelars